# Joaquim Augusto Pereira do Carmo da Câmara Manoel
Joaquim Augusto Pereira do Carmo da Câmara Manoel (Évora, Sé, 25 de Julho de 1907 - Évora, São Pedro, 27 de Outubro de 1951) foi um agricultor, escritor, jornalista e político português.

## Família
Filho de José Eduardo de Calça e Pina da Câmara Manoel e de sua mulher Carolina das Dores dos Santos Pereira do Carmo e irmão de Alberto José Pereira do Carmo da Câmara Manoel, Oficial da Ordem de Benemerência a 22 de Novembro de 1972.

## Biografia
Regente Agrícola pela Escola de Regentes Agrícolas de Santarém, foi Escritor, Jornalista, Vereador da Câmara Municipal de Évora e Presidente da Comissão Municipal de Turismo de Évora, etc.
Foi ainda presidente da direção do Lusitano Ginásio Clube de Évora em diversos momentos ao longo da década de 40, tendo sido o presidente em exercício quando foi montada a equipa do Lusitano que subiu à primeira divisão de futebol na época 1951/52. Joaquim Camara Manoel faleceu no cargo enquanto era presidente do clube, motivo pelo qual o clube decretou um mês de luto tendo todos os seu atletas jogado com uma braçadeira negra ao longo desse mês.

## Casamento e descendência
Casou em Évora a 21 de Agosto de 1933 com Maria Joana de Oliveira Fernandes (Arraiolos, Santa Justa, 16 de Setembro de 1910 - Lisboa, 18 de Agosto de 1994), filha natural de Estêvão de Oliveira Fernandes (Évora, Sé, 30 de Setembro de 1880 - Vendas Novas, Vendas Novas, 27 de Fevereiro de 1948), Lavrador e Proprietário, Provedor da Santa Casa da Misericórdia de Évora, e de Graziela Pires (Montemor-o-Novo, Santiago do Escoural, 5 de Outubro de 1890 - Alcochete, Alcochete, 4 de Abril 
de 1961), com geração. Foram pais de Caetano Joaquim Fernandes Câmara Manoel e Francisca Leonor Fernandes Câmara Manoel.